# Federica Sanfilippo
Pour les articles homonymes, voir Sanfilippo.
Federica Sanfilippo, née le 24 octobre 1990 à Vipiteno, est une biathlète italienne.

## Carrière
En équipe nationale depuis 2008, Federica Sanfilippo débute en Coupe du monde décembre 2013 avant de monter sur son premier podium en février 2015 lors du relais d'Oslo avec Dorothea Wierer, Nicole Gontier et Karin Oberhofer. Elle marque ses premiers points en janvier 2015 à Antholz. Sélectionnée pour les Championnats du monde 2015, elle dispute une seule course, l'individuel, qu'elle termine à la 11e place
Elle monte sur son premier et seul podium individuel à l'issue du sprint d'Östersund en décembre 2015, en se classant deuxième derrière Gabriela Soukalova. Elle gagne ensuite son premier relais à Hochfilzen. Elle obtient son meilleur résultat en grand championnat aux Mondiaux 2017 à Hochfilzen, terminant cinquième du sprint.
Aux Jeux olympiques d'hiver de 2018, elle est 69e du sprint et 9e du relais. En fin d'année 2018, elle remporte son deuxième relais en Coupe du monde à Hochfilzen.
Non retenue pour l'étape italienne d'Antholz en 2022-2023, Sanfilippo annonce dans la foulée arrêter sa carrière de biathlète. Elle se réoriente en ski de fond.

## Palmarès

### Jeux olympiques
| Édition / Épreuve | Individuel | Sprint | Poursuite | Mass start | Relais | Relais mixte |
| ----------------- | ---------- | ------ | --------- | ---------- | ------ | ------------ |
| Pyeongchang 2018  | —          | 69e    | —         | —          | 9e     | —            |

Légende :
- — : non disputée par Sanfilippo

### Championnats du monde
| Édition / Épreuve       | Individuel | Sprint | Poursuite | Mass start | Relais | Relais mixte | Relais mixte simple              |
| ----------------------- | ---------- | ------ | --------- | ---------- | ------ | ------------ | -------------------------------- |
| Kontiolahti 2015        | 11e        | —      | —         | —          | —      | —            | Épreuve inexistante à cette date |
| Holmenkollen 2016       | 58e        | 50e    | 50e       | —          | —      | —            | Épreuve inexistante à cette date |
| Hochfilzen 2017         | 54e        | 5e     | 17e       | 21e        | 5e     | —            | Épreuve inexistante à cette date |
| Östersund 2019          | —          | 34e    | 39e       | —          | 10e    | —            | —                                |
| Antholz-Anterselva 2020 | 41e        | 45e    | 33e       | —          | 10e    | —            | —                                |
| Pokljuka 2021           | 83e        | 79e    | —         | —          | 9e     | —            | —                                |

Légende :
- — : épreuve non disputée par Sanfilippo

### Coupe du monde
- Meilleur classement général : 29e en 2017.
- 8 podiums :
  - 1 podium individuel : 1 deuxième place.
  - 7 podiums en relais: 2 victoires, 2 deuxièmes places et 3 troisièmes places.

dernière mis à jour le 3 mars 2022

#### Classements en Coupe du monde
| Saison    | Classement général final | Individuel | Sprint | Poursuite | Mass Start |
| 2013-2014 | nc                       |            | nc     | nc        |            |
| 2014-2015 | 63e                      | 33e        | 63e    | 78e       |            |
| 2015-2016 | 36e                      | 22e        | 30e    | 68e       | 42e        |
| 2016-2017 | 30e                      | nc         | 16e    | 32e       | 31e        |
| 2017-2018 | 50e                      | nc         | 51e    | 47e       | 45e        |
| 2018-2019 | 41e                      | nc         | 41e    | 37e       | 44e        |
| 2019-2020 | 57e                      | 55e        | 48e    | 66e       |            |
| 2020-2021 | 87e                      | nc         | 80e    | nc        |            |
| 2021-2022 | 72e                      | nc         | 67e    | 66e       |            |

### IBU Cup
- 2 podiums individuels, dont 1 victoire.